# Ли Сяньлун
Ли Сяньлу́н, также Ли Сянь Лун (кит. трад. 李顯龍, упр. 李显龙, пиньинь Lǐ Xiǎn Lóng, англ. Lee Hsien Loong, род. 10 февраля 1952, Сингапур) — сингапурский политический и государственный деятель; премьер-министр Сингапура с 12 августа 2004 по 15 мая 2024 года, сменил Го Чок Тонга; министр финансов с 10 ноября 2001 по 1 декабря 2007 года. Председатель правящей партии ПНД с 7 ноября 2004 по 4 декабря 2024 года. Старший сын первого премьер-министра Сингапура Ли Куан Ю.

## Биография
Родился 10 февраля 1952 года в Сингапуре.
С отличием окончил Тринити-колледж Кембриджского университета (Великобритания), где изучал математику и получил диплом в области компьютерных наук, а также школу государственного управления им. Джона Ф. Кеннеди Гарвардского университета (США), где получил степень магистра. С 1971 года находился на военной службе, прошёл курс армейского обучения в колледже командного и штабного состава в Форт-Ливенуорте (США). В 1984 году ушёл в отставку с поста второго начальника Генерального штаба в звании бригадного генерала.
В 1984 году баллотировался кандидатом на парламентских выборах в Сингапуре и был избран депутатом от партии Народное действие (ПНД), одним из основателей которой в 1954 году был его отец (партия находится у власти с момента образования независимого Сингапура в 1965). В 1986 году вошёл в состав Центрального исполнительного комитета партии, затем был избран вторым помощником генерального секретаря ПНД и заместителем председателя исполкома штаба ЦИК ПНД. В конце 1980-х — начале 1990-х руководил молодёжным крылом партии. С 1984 года занимал различные министерские посты — был государственным министром обороны (до 1987), министром торговли и промышленности (до 1992), вторым министром обороны (1987—1992). В 1990—2004 годах — заместитель премьер-министра Го Чок Тонга, с 1994 года курировал министерство промышленности и торговли и оборонное ведомство. В 1998 году, в период регионального валютно-финансового кризиса, Ли Сяньлун был назначен председателем денежно-кредитного управления Сингапура, выполняющего функции центрального банка страны. В 2001—2007 годах занимал пост министра финансов. По мнению экспертов, ему удалось справиться с кризисной ситуацией в экономике страны и выработать программу либерализации финансового рынка. С 2004 года по 2024 год — генеральный секретарь ПНД.
12 августа 2004 года, после ухода в отставку премьера Го Чок Тонга, Ли Сяньлун занял пост премьер-министра, а также возглавил Совет по научным исследованиям, инновациям и предпринимательству.
Согласно исследованиям американской консалтинговой компании Hay Group, проведённых в 2008 году Ли Сяньлун имел самую большую в мире зарплату среди глав государств — 2—2,5 млн долларов в год (ранее Ли Куан Ю писал, что члены правительства Сингапура имеют высокие зарплаты, поскольку не пользуются бюджетными преференциями, такими как правительственные самолёты и т. д.).
В апреле 2022 года Ли Сяньлун объявил, что министр финансов Лоуренс Вонг будет следующим премьер-министром Сингапура, поскольку он был выбран преемником другими членами правительства.

## Личная жизнь
Первая супруга — доктор Вон Мин Ян, гражданка Малайзии. Умерла в 1982 году после рождения второго ребёнка (Йипенг родился альбиносом с признаками инвалидности).
Вторая супруга — Хо Чин, с 1985 года. У супругов двое детей.

## Награды
- Орден Восходящего солнца[13]